# ONE DROP
「ONE DROP」（ワン・ドロップ）は、日本の男性アイドルグループ・KAT-TUNの9枚目のシングル。

## 概要
前作の「White X'mas」から2ヶ月ぶりのシングル。KAT-TUNデビュー以降、当時最も短い間隔での発売となっていたが、次作の「RESCUE」までの発売は、1ヶ月を切っていた。また、2作とも2009年1月クールの連続ドラマの主題歌であるが、これは、当時はアイドルとして異例であった。
デビューから9作連続で、オリコンシングル週間チャート・月間チャート初登場1位となった。

## 収録曲

### CD
初回限定盤・通常盤,通常盤/初回プレス仕様 
※は通常盤のみ収録。
1. ONE DROP
作詞:SPIN、Rap詞：JOKER、作曲:t-oga / M.U.R、編曲：ha-j
  - 亀梨和也主演 日本テレビ系火曜ドラマ『神の雫』主題歌
2. D-T-S
作詞：Sean-D、Rap詞：JOKER、作曲：MORINO、編曲：ha-j
  - ロッテ『プラスX』CMソング

タイトルは「Dead To Shame」の略。
3. On My Mind
作詞：madoca、作曲：Ryuichiro Yamaki
4. ONE DROP (オリジナル・カラオケ) ※
5. D-T-S (オリジナル・カラオケ) ※

### DVD
※初回限定盤のみ収録
- 「ONE DROP」ビデオ・クリップ+メイキング

## テレビ出演
On My Mind
- 『ザ少年倶楽部』（2010年4月2日、NHK BSプレミアム）
亀梨がソロで披露